# 콩고 민주 공화국의 국기

콩고 민주 공화국의 국기 비율 3:4

콩고 민주 공화국의 국기는 2006년 2월 20일에 제정되었다. 현재의 국기는 1963년부터 1971년까지 사용되었던 국기의 바탕색을 감청색에서 하늘색으로 수정하여 다시 채택한 것이다.
하늘색은 평화를, 빨간색은 나라의 순교자들의 피를, 노란색은 나라의 부를, 별은 나라의 빛나는 미래를 의미한다.

## 색상
| 색상 | 파랑                | 빨강                | 노랑                 |
| ---- | ------------------- | ------------------- | -------------------- |
| RGB  | 0–127–255 (#007FFF) | 206–16–33 (#CE1021) | 247–214–24 (#F7D618) |

## 그 외의 기

콩고 민주 공화국의 대통령기

## 이전의 국기
최초의 기는 1877년 콩고 자유국의 기로 제정되었다. 감청색 바탕 가운데에 노란색 별이 그려진 형태의 디자인이며 벨기에의 레오폴 2세 국왕이 설립한 국제아프리카협회의 기로도 사용되었다. 헨리 모턴 스탠리의 기록에 따르면 기의 디자인은 암흑의 아프리카를 비추는 문명의 빛을 의미한다고 한다. 이 기는 벨기에령 콩고의 기로도 사용되었다.
1960년부터 1963년까지 사용된 국기는 감청색 바탕 가운데에 노란색 별이 그려져 있으며 깃대 쪽으로 노란색 작은 별 6개가 그려진 형태의 디자인을 한 국기였다. 6개의 별은 콩고 민주 공화국이 독립하던 당시에 있었던 6개의 주를 의미한다.
1963년부터 1971년까지 사용된 국기는 감청색 바탕에 노란색 테두리를 두른 빨간색 대각선이 깃대 오른쪽 상단에서부터 왼쪽 하단까지 그려져 있으며 대각선 위쪽에 노란색 별이 그려진 형태의 디자인을 한 국기였다. 빨간색은 국민의 피를, 노란색은 번영을, 감청색은 희망을, 별은 단결을 의미한다.
1971년부터 1997년까지 자이르라고 부르던 당시에 사용되었던 국기는 초록색 바탕 가운데에 빨간색 횃불을 들고 있는 흑인의 팔이 그려진 노란색 원이 그려진 형태의 디자인을 한 국기였다. 이 국기의 디자인은 자이르의 모부투 세세 세코 대통령이 이끌던 정당인 혁명인민운동(Mouvement Populaire de la Révolution)의 기를 바탕으로 한 디자인이다. 초록색은 미래에 대한 희망과 신념, 국민의 신뢰를, 원은 단결을, 노란색은 자이르의 풍부한 천연 자원을, 빨간색 횃불은 나라의 순교자들의 명예를, 흑인의 팔은 나라의 혁명 정신을 의미한다.
1997년부터 2006년까지는 1960년부터 1963년까지 사용되었던 국기의 바탕색을 감청색에서 하늘색으로 수정하여 다시 채택하였다.

1550년-1883년 로앙고 군주국의 국기
1877년-1908년 콩고 자유국의 기 1908년-1960년 벨기에령 콩고의 기
1960년-1963년 카탕가국의 국기
1960년-1963년 콩고 공화국의 국기
1966년-1971년 콩고 공화국의 국기
1971년-1997년 자이르의 국기
1997년-2003년
2003년-2006년

## 같이 보기
- 콩고 민주 공화국의 국장